# Palumbia rufa
Palumbia rufa är en tvåvingeart som först beskrevs av Herve-bazin 1922.  Palumbia rufa ingår i släktet Palumbia och familjen blomflugor. Inga underarter finns listade i Catalogue of Life.